# Jozef Raskin

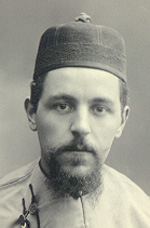
Jozef Raskin

Maria-Jozef (Jozef) Raskin (Stevoort, 21 juni 1892 – Dortmund, 18 oktober 1943) was missionaris van Scheut in China en legeraalmoezenier. Tijdens de Tweede Wereldoorlog werd hij door de Duitsers ter dood veroordeeld en onthoofd.

## Biografie

### Jeugd en studie
Raskin werd geboren te Stevoort, nabij Hasselt in België. Tijdens zijn middelbare studie rijpte zijn roeping.

### Eerste Wereldoorlog
Op 25 juli 1914 werd hij tot diaken benoemd, maar kort daarna gemobiliseerd. Hij bleef nog zijn toog dragen, omdat er een tekort was aan militaire uniformen. Hierdoor werd hij reeds tijdens de “Grote Oorlog” ter dood veroordeeld wegens “een militair, als priester vermomd, met verdachte papieren”. Door verwarring omtrent zijn identiteit kon hij ternauwernood aan de dood ontsnappen. Als frontsoldaat aan de IJzer werd hij waarnemer van de vijandelijke linies. Zijn observatievermogen en tekentalent waren daar niet vreemd aan.

### Missionaris in China
Na zijn priesterwijding op 2 februari 1920 vertrok hij naar Binnen-Mongolië (China), waar hij zich ontpopte als een groot beheerser van zowel de gesproken als de geschreven Chinese taal. Hij verbleef in de stad Xiwanzi (Si wan tzen) en doceerde er natuurwetenschappen, werd directeur, later inspecteur. In februari 1934 kwam hij terug naar België en werd propagandist van Scheut.

### Tweede Wereldoorlog
Tijdens de Tweede Wereldoorlog was pater Raskin legeraalmoezenier in de Belgische rangen. Het waren belangrijke dagen. Meermaals las hij de mis voor koning Leopold III, die tegen de wil van zijn ministers in het land was gebleven. Hij werd persoonlijk raadgever van de vorst. Ondertussen was hij ook leraar te Scheut, richtte het Chinese museum in, deed aan schilderkunst, boetseren, fotografie en maakte kaarten van China. Hij richtte een verzetsgroep op: Leopold Vindictive 200. Met zijn kennis van de radiografie luisterde hij o.a. gesprekken van de Duitsers af. Legendarisch zijn de postduiven naar Engeland met een klein kokertje waarin 3 meter flinterdun papier met zeer gedetailleerde schetsen van de vijandelijke linies en tot 5.000 woorden aan uitleg.

### Arrestatie, berechtiging, terechtstelling
Op 1 mei 1942 werd hij verklikt door een man verkleed als bedelaar en door de Gestapo gearresteerd. Ooggetuigenissen over pater Raskin in de gevangenis zijn ontroerend: “een ontwikkeld man, opbeurend, welsprekend, een steun en een voorbeeld”. In barak 4 van het kamp Esterwegen werd elke avond gezongen, Chinese verhalen verteld, gebeden, biecht gelezen. Op 31 augustus 1943 stond hij voor het Opperste Volksgericht. De slotzin van zijn verdediging: "Im Gewissen und vor Gott habe ich meine Pflicht getan." Een dag later werd hij zevenmaal ter dood veroordeeld voor zijn “fanatiek Duitsvijandige gezindheid”. Op 18 oktober 1943 werd hij om 18:43 uur te Dortmund onthoofd met de guillotine.

## Trivia
- Raskin heeft een standbeeld te Aarschot.
- Brigitte Raskin, geschiedkundige en nicht van pater Raskin, schreef de roman "De eeuw van de ekster".
- Zijn graf bevindt zich in Stevoort.
- Een straat is naar hem genoemd in zijn geboortedorp Stevoort en in Papenburg (Noord-Duitsland), de stad waar hij zevenmaal ter dood wordt veroordeeld.
- In 1992 wordt in Aarschot n.a.v. zijn 100ste geboortejaar een grote herdenkingsviering opgezet door een comité, opgericht door de Hertogelijke Aarschotse Kring voor Heemkunde (eucharistieviering in de collegiale O.L.Vrouwekerk, optocht door de stad met hulde aan het standbeeld, in een tweede luik een academische zitting en een gelegenheidstentoonstelling).
- In 1993 wordt te Stevoort n.a.v. de herdenking van zijn heldendood 50 jaar geleden door de plaatselijke Davidsfondsafdeling een academische zitting, gevolgd door een tentoonstelling, georganiseerd.
- In september 2008 werd de gietvorm van het standbeeld geplaatst in de hal van het cultureel centrum van Stevoort.
- In Aarschot werd op 18 juni 2011 de Pater Raskinkade, die loopt van zijn standbeeld tot aan 's Hertogenmolens, ingehuldigd door minister Hilde Crevits.